# Tintin og alfa-kunsten
Tintin og alfa-kunsten (tidligere Tintin og alfabet-kunsten, originaltitel Tintin et l'alph-art) er det sidste bind i serien om Tintins oplevelser. Det var ufuldendt ved forfatteren Hergés død i 1983. Det er færdiggjort i uofficielle piratudgaver på  engelsk og fransk. Hergés ufærdige version er udgivet fire gange på dansk. De første to udgaver fra forlaget Carlsen er oversat af Jørgen Sonnergaard og har titlen Tintin og alfabet-kunsten, de to sidste er oversat af Niels Søndergaard og udkom både i det mindre format Cobolt minicomics og i standardformat.

## Nogle franske udgaver
- 1986: Tintin et l'Alph-Art, album fra Casterman.[1]
- 2004: Tintin et l'Alph-Art, album fra Casterman.[1]

## Danske udgaver
- 1989: Hergés ufuldendte (specialudgave). Tintin og alfabet-kunsten. Carlsen, ISBN 87-562-4219-0.[2] 104 sider indbundet plus hæfte med dialogen. 1986-udgaven.
- 2004: Tintins oplevelser nr. 24 (gammel standardudgave). Tintin og alfabet-kunsten. Carlsen, ISBN 978-87-626-7672-5.[3] 2004-udgaven.
- 2009: Tintins oplevelser nr. 24 (minicomics). Tintin og alfa-kunsten. Cobolt, ISBN 978-87-7085-378-1.[4] 2004-udgaven.
- 2015: Tintins oplevelser (ny standardudgave). Tintin og alfa-kunsten. Cobolt, ISBN 978-87-7085-541-9.[5] 2004-udgaven.